# Pikku Kuolpajärvi
Pikku Kuolpajärvi är en sjö i Gällivare kommun i Lappland och ingår i Råneälvens huvudavrinningsområde. Sjön har en area på 0,467 kvadratkilometer och ligger 425,8 meter över havet.

## Delavrinningsområde
Pikku Kuolpajärvi ingår i det delavrinningsområde (743678-170632) som SMHI kallar för Inloppet i Råneträsket. Medelhöjden är 422 meter över havet och ytan är 59,5 kvadratkilometer. Räknas de 7 avrinningsområdena uppströms in blir den ackumulerade arean 144,04 kvadratkilometer. Avrinningsområdets utflöde Råneälven mynnar i havet. Avrinningsområdet består mestadels av skog (69 procent) och sankmarker (30 procent). Avrinningsområdet har 0,74 kvadratkilometer vattenytor vilket ger det en sjöprocent på 1,2 procent.